# 8773 Torquilla
8773 Torquilla è un asteroide della fascia principale. Scoperto nel 1973, presenta un'orbita caratterizzata da un semiasse maggiore pari a 3,1383802 UA e da un'eccentricità di 0,2182978, inclinata di 8,90389° rispetto all'eclittica.